# 荒島岳
荒島岳（あらしまだけ）是位在福井縣的山。標高1,523公尺。別名大野富士（おおのふじ），日本百名山之一。和白山同様，傳說是由修驗道之僧泰澄開山。山頂有荒島神社，被視為信仰之山。

## 歷史
平安時代905年（延喜5年）編纂的延喜式中，阿羅志摩我多氣（あらしまがたけ）是山名最初的記載，但是由來不詳。

## 關連項目
- 日本百名山
- 鄉土富士（大野富士）

## 外部連結
- 荒島岳On-Line （页面存档备份，存于）